# Palais aéronautique de Rome
Le Palais aéronautique (ou Palais de l'armée de l'air) a été inauguré le 28 octobre 1931 à Rome comme siège de la Régie aéronautique.

## Histoire et description
Voulu par Italo Balbo, alors ministre de l'Aéronautique, il a été conçu entièrement en béton armé. Il est maintenant le siège institutionnel de l'armée de l'air et se trouve près de l'Université La Sapienza de Rome.